# 天主教因帕尔总教区
天主教因帕爾總教區（拉丁語：Archidioecesis Imphalensis），是羅馬天主教會以印度曼尼普爾邦首府因帕爾為中心的一個總主教區。下轄天主教科希馬教區。
2006年有教友82,947名，僅佔轄區總人口的3.4%。由九十八名司鐸名管理三十六個堂區。現任教區總主教為多明我‧盧蒙。
1980年3月13日建立教區，1995年7月10日升為總教區。